# Valentín Bettiga
Valentín Bettiga (Coronel Pringles, Buenos Aires, 9 de octubre de 1999) es un baloncestista argentino que se desempeña como escolta en Ferro de la Liga Nacional de Básquet de Argentina.

## Trayectoria

### Clubes
| Club                | País      | Año             |
| ------------------- | --------- | --------------- |
| Olimpo              | Argentina | 2015 - 2017     |
| Deportivo Viedma    | Argentina | 2018            |
| Ferro               | Argentina | 2018 - 2023     |
| Félix Pérez Cardozo | Paraguay  | 2023            |
| Ferro               | Argentina | 2023 - Presente |

## Selección nacional
Bettiga fue parte del plantel del seleccionado juvenil que disputó el Campeonato FIBA Américas Sub-16 de 2015, desarrollado en la ciudad argentina de Bahía Blanca. 